# Встреча в Хьюорт-Муре
Встреча в Хьюорт-Муре состоялась 3 июня 1642 года. Лорды и дворяне Йоркшира были вызваны туда королем Карлом I, чтобы заручиться поддержкой графства в его предстоящей борьбе с парламентом. На собрании по просьбе парламента лорд Ферфакс обратился к королю с просьбой прислушаться к парламенту и прекратить сбор войск.

## Предыстория
Летом 1642 года и парламентская партия, и король Карл I вели переговоры друг с другом, готовясь к войне.
Перед началом Гражданской войны в Англии король, чтобы избежать назойливости ходатайствовавшего об исключительном контроле над ополчением и о других подрывающих королевскую власть привилегиях парламента, переехал из Лондона в Йорк, чьи жители проявляли правителю верность и преданность. Он отправил сообщение в обе палаты парламента, а затем направился в Халл, чтобы обезопасить оставшийся в этом городе арсенал после роспуска созданной для противостояния шотландцам в Епископской войне армии. Но получив отказ в приеме от назначенного парламентом губернатора сэра Джона Хотэма, он вернулся в Йорк. Вскоре после этого парламент назначил комиссию для проживания в Йорке, чтобы укрепить свою партию и наблюдать за передвижениями короля. После того, как они издали указ о создании милиции, король приказал своим друзьям встретиться с ним в Йорке, куда он приказал в будущем отложить заседания нескольких дворов. Лорд-хранитель Литтелтон, которому парламент приказал не издавать приказы, очевидно, подчинился; но при первой же возможности бежал в Йорк и привез с собой большую печать, присоединился к королевской партии, за что впоследствии был объявлен парламентом предателем и преступником.

## Встреча
27 мая 1642 года король издал прокламацию из своего двора в Йорке, назначив публичное собрание знати и дворянства графства, которое состоится 3 июня в Хьюорт-Мур. На этом собрании присутствовало более 70 тыс. человек, которые приветствовали короля, пришедшего в сопровождении принца Карла, 150 рыцарей в полных доспехах и охраны из 800 пехотинцев. Король в кратком обращении объяснил подробности ситуации и поблагодарил собравшихся за проявленную преданность и лояльность.
Однако не все присутствовавшие сочувствовали делу короля. Парламент потребовал от лорда Ферфакса подать петицию своему государю, умоляя Карла прислушаться к голосу своего парламента и прекратить сбор войск. Король уклонился от получения петиции, толкая свою лошадь вперед, но Томас Ферфакс последовал за ним и положил петицию на луку королевского седла..

## Последствия
После встречи на Хьюорт-Мур стало ясно, что мнения в графстве Йоркшир разделились, поэтому для региона был заключен местный мирный договор, известный как Договор о нейтралитете. Он был подписан 29 сентября 1642 г. лордом Ферфаксом со стороны парламента и Гарри Белласисом со стороны роялистов, но через несколько дней был отвергнут парламентом в Лондоне, после чего противоборствующие стороны в графстве взялись за оружие.
Карл вернулся со встречи в Йорк, где, продержав свой двор более пяти месяцев, в течение которых все попытки переговоров потерпели неудачу, он двинулся в Ноттингем и 22 августа 1642 года установил там свой штандарт. Оттуда непрямым путем его армия двинулась на Лондон, где 23 октября 1642 года была встречена парламентской армией в битве при Эджхилле, первом крупном сражении Первой гражданской войны в Англии.